# Llerandi
Llerandi es una localidad del concejo de Parres (Asturias) situada a diez kilómetros de Les Arriondes, capital del municipio. Junto con Cibidiellu y Priaes forman la parroquia de San Cosme de Llerandi.
Limita al norte con la parroquia de Viabañu, al este con las de  Parres y La Güera Deu, al oeste con la parroquia de Los Montes y el municipio de Piloña (parroquias de Los Montes y Sebares) y al sur con los municipios de Amieva (parroquia de Sebarga) y Ponga (parroquia de Cazu), ocupando la superficie comprendida desde Priaes y su cuesta hasta el extremo sur del municipio parragués.

## Etimología
No existe una teoría consensuada sobre el posible origen del término Llerandi, aunque sí que parece tener un origen parecido a topónimos de pueblos cercanos como Narciandi o Carrandi o de lugares como Tebrandi u Obrandi.
Una teoría es que forme parte del grupo de topónimos con genitivo -NDUS como antropónimo de LERIUS + NDUS > LLERIANDUS, es decir, un antropónimo de lugar perteneciente a una persona.
El historiador Julio Somoza encuentran en la terminación -ANDI relación con topónimos de origen euskera, al identificar la terminación -ANDI como derivada de -ANDIA o -MENDIA con la idea de altura o montaña. Aunque siguiendo con esta relación, el académico Bernardo Estornés Lasa encuentra en la partícula -ANDI el significado de 'al otro lado'.
Por otro lado, el filólogo Julio Concepción encuentra su origen relacionado con otros topónimos como Llera donde puede existir un origen celta *LAR (suelo) o latino *GLAREA (cascajal).
La tradición oral popular lo atribuye con origen en la palabra asturiana 'lleráu' que se traduciría por 'pedregal'.

## Historia
Los restos de presencia humana más antiguos son los correspondientes al yacimiento denominado "Abrigo del Mampodre". Se encontraron materiales líticos y algún resto óseo pertenecientes al Paleolítico superior. Curiosamente se encuentra en las proximidades del paraje denominado 'Cases Vieyes', 'Casas Viejas' en castellano.
En el periodo del Neolítico se pueden encuadrar los restos del túmulo de Fontecha, ubicado en los confines entre Parres y Piloña.
Escasísimos datos se encuentran de Llerandi durante la Edad Media. Destaca la teoría del historiador Eduardo Martínez-Hombre sobre la posible ruta que siguió Don Pelayo en su huida hacia Covadonga. Teoría basada en el último dato documentado sobre el paso de Don Pelayo por la localidad de Brez, citado en la Crónica de Alfonso III, y la necesidad de cruzar cuanto antes el  río Piloña para poder llegar a la zona de Cangas de Onís. Esta teoría conlleva que la ruta que siguió Don Pelayo pasaría por Llerandi previo ascenso por el valle del río Tendi para después cruzar el río Mampodre en dirección hacia el valle del río Güeña.
El paso de los soldados franceses durante la Guerra de la Independencia en 1808 quedó reflejado en algunas pinturas en hórreos.

En el Diccionario geográfico-estadístico-histórico de España y sus posesiones de Ultramar de Pascual Madoz de 1847 en su tomo X, describe a Llerandi de la siguiente manera:
"Feligresía en la provincia y diócesis de Oviedo , partido judicial de Cangas de Onís, ayuntamiento de Parres, sit. cerca del r. Piloña. Tiene 42 casas y una iglesia parr. aneja de la de Sta. Maria de Biabaño (Y.), pobl.  42 vecinos, 154 almas."
Fue hijuela de la parroquia de Viabañu hasta que se disgregó en el año 1894 alegando problemas de comunicaciones por el mal estado de los caminos. Contaba por entonces la recién creada parroquia con 490 habitantes.
Por su parte, Cibidiellu perteneció a la parroquia de Sebares hasta el año 1872. Posteriormente pasó a formar parte de la parroquia de Viabañu para doce años más tarde disgregarse junto a la filial de Llerandi y formar una nueva parroquia.
Durante un breve periodo de tiempo a finales del siglo XIX y comienzos del siglo XX el barrio de Caramezana también formó parte de la parroquia de Llerandi. Actualmente pertenece a la parroquia de Los Montes de Sebares.
Durante la Guerra Civil Llerandi quedó en el bando republicano como toda Asturias. En este periodo es incendiada la iglesia parroquial, quedando completamente destruida. Entre los días 14 y 16 de octubre del año 1937 el bando nacional ocupa todo el valle. El paso de la guardia mora fue recordado durante años por los vecinos. La presencia de maquis duró hasta la primera mitad de la década de los años 40.

## Divisiones
Llerandi se divide en barrios. En la zona alta del pueblo se encuentran Bon, El Caleru, La Teyera, El Colláu y Cimalavilla. En la parte media El Regueru, La Fuentina y La Portiella. Y en la parte baja Friera, La Ruñada, La Llosiquina, La Llinariega, San Cosme, El Ribayu, La Llomba'l mediu, La Llosa'l ríu, Solería y La Llomba'l Trabe.
Según la tradición oral, que no tiene ninguna base científica hasta el momento, el origen del pueblo se situaba entre 'Solapeñe' y 'Los Covayones' en un lugar conocido como 'El Lleráu'. Un posible terremoto lo habría destruido por completo en algún momento indeterminado de la historia, siendo reconstruido posteriormente. Hasta lo que hoy es el barrio de 'San Cosme' habría sido el punto más lejano donde una de las vigas de una vivienda destruida fue arrastrada. En ese punto se construyó la iglesia del pueblo.

## Población
Según datos del INE, la población de Llerandi a fecha de 2018 es de 43 habitantes, 88 en toda la parroquia.
Llerandi, como la inmensa mayoría de la zona rural asturiana se encuentra en un proceso de despoblamiento iniciado en el siglo XX. La fuerte emigración, inicialmente hacia América, posteriormente hacia Europa y grandes ciudades españolas y en los últimos años hacia la zona central de Asturias han dejado a la localidad en la actualidad con una población del 10 % con respecto a la que llegó a contar a principios del siglo XX.

## Lingüística
El asturiano de Llerandi se enmarca dentro del dialecto central, aunque encontrándose en la frontera con el dialecto oriental del que toma algunos elementos. Por lo tanto, el límite por el este de la parroquia dibuja la frontera teórica entre ambos dialectos.
Como toda transición lingüística presenta características de ambos lados. Cabe destacar como los más significativos los siguientes:
- El llamado neutro de materia no tiene la terminación en -o como en el resto del dialecto central sino que termina en -u como en el dialecto oriental. Ejemplo: 'carne picáu' (carne picada).
- El verbo 'ser' se conjuga en presente con las formas: 'yo ero, tú eres, elli/ella/ello é, n/ñosotros/es somos, vosotros/es soes, ellos/es son.
- Los imperativos plurales terminan en -de en contraposición con el asturiano central que los termina en -i. Ejemplo: 'comede' (comed) frente a 'coméi'.

Además, existe distinción de los pronombres átonos en primera y segunda persona en singular en función de si actúan como implemento (me, te) o como complemento (mi, ti). Ejemplo: 'mirome a los güeyos' / 'miromi la fiebre' (me miró a los ojos / me miró la fiebre).
Destaca también la presencia del sonido 'ñ' al inicio de palabras propio de los municipios de Parres, Amieva, Cangas de Onís y Ponga. Ejemplos: ñacer, ñabu, ñon, etc.

## Vías de comunicación
Se accede por la localidad de Ozanes desde la N-634 donde se coge la carretera local PR-4. 
Para llegar a Cibidiellu y Priaes, en Sotu Dueñes por la PR-3 en dirección - Llames -Priaes. 
Por lo tanto, la parroquia no tiene una conexión por carretera entre sí. Esto se debe a que la carretera a Llerandi nunca llegó a concluirse quedándose en Priaes. 
La actual carretera surgió como un ramal de la proyectada entre Parres y Ponga. Esta carretera, que ya figuraba en los planes del Ministerio de Fomento de 1863, también resultó inconclusa.

## Geografía
Llerandi se encuentra a tan sólo cuatro kilómetros de los montes de Cea y Cetin que separan los concejos de Parres, Amieva, Ponga y Piloña. Su cota máxima es el pico de Cetín, con una altitud de 1.134 metros.
La sierra de Llerandi, a los pies de la cual se localiza el pueblo, llega hasta los 861 metros. En dicha sierra se encuentran los restos de lo que en su día fue una mina de cobre sometida tras su abandono a un vandalismo constante rompiendo las estalactitas, estalagmitas y columnas formadas en sus cavidades. Hoy en día alberga el único sismógrafo del IGN en Asturias. 
En la sierra se encuentra una sima denominada 'El Pozu Ventosu', que con sus aproximadamente 220 m de desnivel, es la mayor profundidad de Parres.

### Hidrografía
Los ríos que discurren por la parroquia son el río Mampodre y el río Priaes, ambos afluentes del río Piloña. El río Mampodre nace en la fuente homónima y forma una hoz de unos 300 m de desnivel y suele considerarse como parte del límite geográfico entre el dialecto central y el oriental del idioma asturiano.
Además, numerosos arroyos salpican el territorio vertiendo sus aguas a uno u otro río.

### Clima
Característica particular del clima de Llerandi es su alta humedad. Debido a esto surge el sobrenombre de sus habitantes de 'llimaces', es decir, 'babosas' en castellano, en relación a la necesidad de estos animales de tener abundante humedad para vivir. 
Con respecto al resto del municipio de Parres, evita las nieblas bajas de los días soleados que invaden toda la cuenca de los ríos Sella y Piloña. Sin embargo, sufre las nubes ancladas en las montañas de los días lluviosos o nublados. Esta diferencia hace que nos podamos encontrar con un día de sol en Llerandi mientras que, por ejemplo, Arriondas se encuentra bajo la niebla o por el contrario, que mientras en Llerandi está lloviendo en la capital del municipio no caiga ni una sola gota de agua.

## Patrimonio etnográfico

### Viviendas
Aunque en mal estado, aún se conservan viviendas populares que datan del siglo XVIII, como las casonas de Cimalavilla (1745) y la Llomba'l Trabe (1755). En ruinas aunque también destacables son la casona de Solería y el conjunto de La Ruñada.
Abundan también las quintanas, entendidas éstas como un conjunto de casas agrupadas de forma colindante. La mejor conservada es la de La Ruñada.
Cabe mencionar también las ruinas conocidas como 'La Casona Benita', antigua vivienda con forma de torre y ubicada en la zona alta del pueblo con vistas tanto al valle como a la zona norte de Parres.

### Hórreos

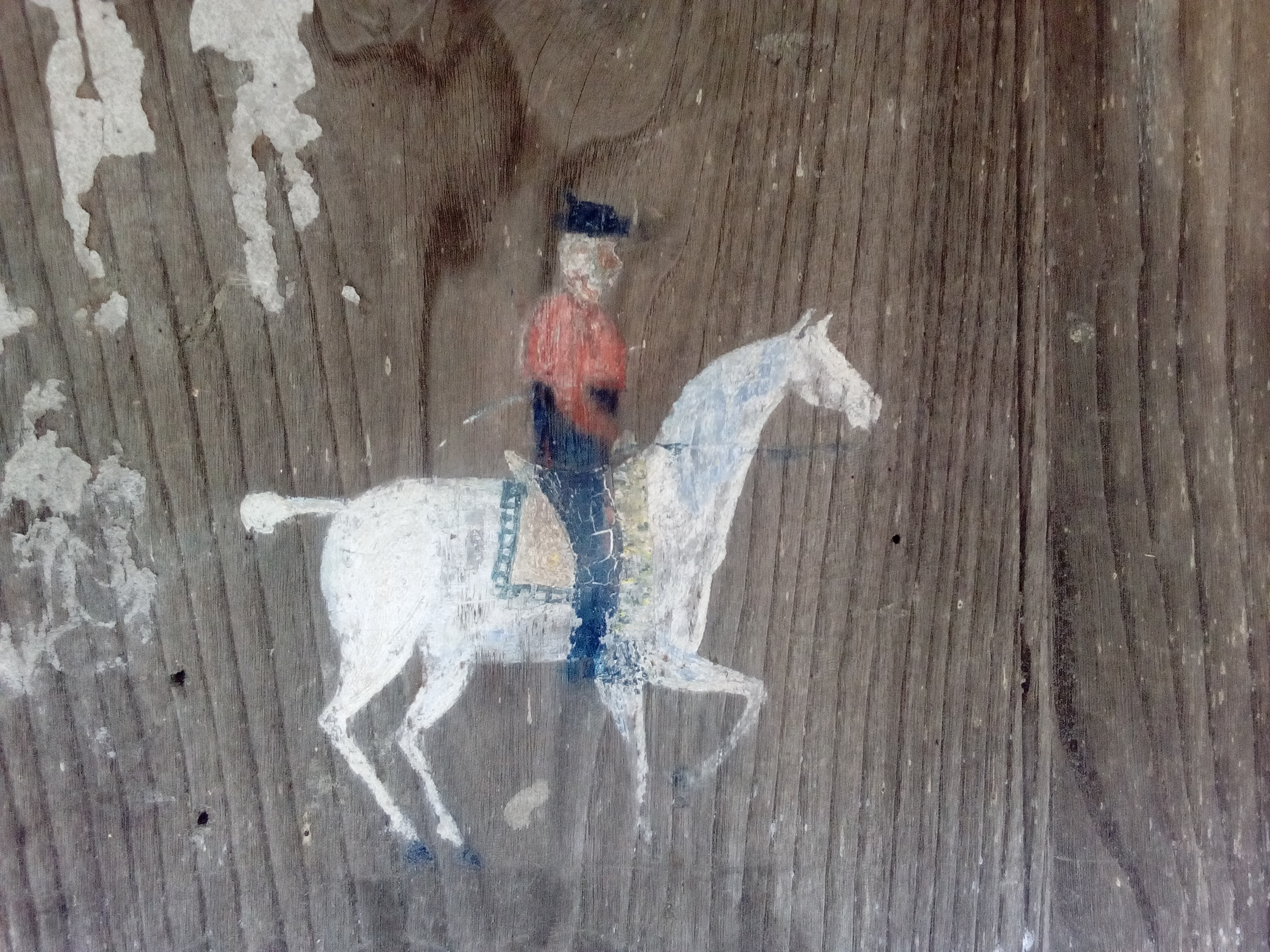
Detalle de uno de los dibujos en el hórreo de La Llomba'l Trabe d'abaxu.

Se conservan un buen número de hórreos, algunos de ellos decorados con pinturas de caballos y motivos alusivos a la Guerra de la Independencia.
Los dos hórreos más antiguos eran los que formaban conjunto con las casonas de La Llomba'l Trabe y Cimalavilla respectivamente. Lamentablemente ambos desaparecieron, uno cayó en ruina y el otro quemó en el año 2015. El primero era uno de los escasos ejemplos de hórreos tipo Villaviciosa que existen en Parres.
Se mantienen en pie otros doce hórreos en diferente estado de conservación en todo el pueblo, destacando el conjunto de La Ruñada donde se concentra el mayor número de ellos. Además, consta la existencia de otros cinco hoy desaparecidos.

### Iglesia
La actual iglesia se sitúa en el barrio de La Llomba'l Trabe. Construida en 1952 después de que la antigua fuera destruida durante la Guerra Civil. Se utilizaron piedras de los restos de la iglesia anterior y se conservaron las campanas, datadas del año 1630, y las imágenes de los patrones, San Cosme y San Damián. Para su reconstrucción se contó con capital indiano de vecinos emigrados a Cuba tal y como se recoge en la inscripción en su fachada: 
"Esta Yglesia fue edificada a espensas de D. Melchor y Martín Palomo. En memoria de sus padres Manuel Palomo y Dionisia Beceña el año 1952".
La antigua iglesia se situaba en el barrio de San Cosme y era de estilo  románico. No se ha conservado ninguna fotografía de ella.

### Muros en piedra seca
La técnica de construcción de muros en piedra seca fue de declarada Patrimonio cultural inmaterial de la Humanidad en 2018.
En Llerandi hay varios ejemplos de esta técnica de construcción utilizada principalmente como cierre de prados frente al pasto comunal. Los más significativos se encuentran en las praderías de Ameñu y, especialmente, en Bon, donde existe más de un kilómetro de muros construidos con esta tipología.

### Cuadras y cabañas
Las cuadras y cabañas de corte tradicional abundan tanto en el propio pueblo como por las diferentes praderías. Aunque con diferentes variantes la tipología se ajusta a la arquitectura popular asturiana de materiales piedra, madera y teja.
En diferentes estados de conservación existen más de un centenar de estas edificaciones.

### Molinos
El molino mejor conservado es el 'Molín La Puente' que trabajaba con las aguas del río Priaes y está en el camino entre Llerandi y Priaes.
Sin embargo, fueron muchos los molinos que daban servicio a la parroquia. En el río Priaes estaban el Molín del Calderón, Molín de La Puente, Molín del Bermeyu, Molín del Ferrerón, Molín de Fernando, El Molín de Bernaldo, Molín d'Arriba, Molín de Juanón y  Molín del Práu Molín. En el río Mampodre el más cercano era el Molín del Alfoz en Granda.

### Ingeniería civil
En cuanto a la ingeniería civil pueden encontrarse restos de caminos empedrados como el denominado 'Carril de Bon', aunque el mejor conservado es el tramo denominado 'La Sillera' entre los barrios de La Fuentina y Cimalavilla.
También pueden apreciarse restos de canales de riesgo por las tierras de labor.

### Escuelas
Tuvo escuela hasta la década de los 70 del pasado siglo, siempre mixta. La última escuela estaba ubicada en 'El Campu la Villa'. Fue construida a finales de los años 50 del pasado siglo y tras su abandono como escuela quedó en estado de ruina siendo demolida en el año 2013. Anteriormente la escuela se situó en el barrio de La Teyera y previamente en una casa del barrio de El Regueru hoy derruida.

## Sistema agroganadero
La localización geográfica de Llerandi, tanto en latitud y longitud como en altitud, sitúan el sistema agroganadero tradicional a medio camino entre las tres culturas principales del centro-oriente asturiano. Esto es, una mezcla entre la ganadería vacuna de Asturiana de la montaña, la ganadería de 'reciella' y la ganadería lechera y caserías.

## Fiestas
Las festividades patronales son en honor a los Santos Cosme y Damián, que se celebraba el día 27 de septiembre. Otras fiestas como la Jira Bon, San Antonio, La Sacramental (celebrada la víspera de San Cosme) o la Virgen de Fátima se han perdido. Incluso otras actividades, como la feria ganadera.
La fiesta de San Cosme destacaba por la inmensa cantidad de romeros que a ella acudían y en la época de máximo esplendor llegó a durar tres días.
La Jira Bon se celebraba en la bolera de Bon a finales del verano coincidiendo con el final de la recogida de la hierba. San Antonio por su parte, no se celebraba el 13 de junio, sino que tenía lugar el día después para no coincidir con la fiesta de San Antonio en la vecina localidad de El Picu donde era la fiesta principal.

## Antroponimia
Genealógicamente los apellidos más comunes son Longo y González y en menor medida Suárez. Según la tradición popular Llerandi fue fundado por siete familias todas ellas de apellido Longo, que, aunque obviamente esta afirmación no está documentada, sirve para constatar la tradición del apellido con la localidad.
Frecuente es la relación con parroquias limítrofes, así por ejemplo, originarios de la parroquia de Los Montes llegan los apellidos Pérez y Tárano, de Viabañu llegan los Llenín y Coviella o de Sebarga los Blanco. De la parroquia de Sorribes proviene el apellido Fabián y de la de Sebares el Escobio. Los apellidos Monte y Palomo tienen arraigo, aunque de origen incierto como también lo fueron Valle, Vallina o Montaño, hoy desaparecidos.
Como ocurre con el nombre de otros muchos pueblos, Llerandi, también es un apellido toponímico y relativamente frecuente en las parroquias limítrofes o cercanas de Parres y Piloña.